# Humberto Martínez Morosini
Humberto Augusto Martínez Morosini (Arequipa, 13 de marzo de 1929-Lima, 23 de septiembre de 2015) fue un locutor, periodista y animador de radio y televisión peruano. Reconocido símbolo de Panamericana Televisión, donde condujo el noticiero 24 horas. En el ámbito político, ejerció como congresista de la república en el breve periodo 2000-2001.

## Biografía
Humberto Martínez Morosini nació en la ciudad de Arequipa el 13 de marzo de 1929. Fue hijo de Humberto Martínez Bodero, quien fue un futbolista que jugó en el Club Atlético Chalaco y en el Club Independencia de Arequipa. Martínez Morosini nació mientras su padre jugaba por el club arequipeño.
De pequeño quiso ser aviador y luego cursó estudios de medicina en la Universidad Mayor de San Andrés ubicada en La Paz, Bolivia. Sin embargo, no llegó a concluir sus estudios superiores tras regresar a su natal Arequipa para ejercer como locutor en la Radio Continental.
Contrajo matrimonio en 1958 con Emma Meza y tuvo cuatro hijos: Humberto, Roberto, Milagros y Marisol Martínez Meza, esta última fue miss Perú en 1990.

## Trayectoria periodística
A través de su larga carrera profesional, Humberto Martínez Morosini cumplió diversas labores: narrador de noticias, narrador y comentarista deportivo, maestro de ceremonias, animador y ocasionalmente actor.
Debutó profesionalmente en 1940 en Radio Arequipa y luego en Radio Continental, también de su tierra natal.
Fue locutor principal de Radio Panamericana desde que inició sus transmisiones en 1953, en su local de la calle Belén en el centro histórico de Lima, siendo su voz la que identificaba a la radioemisora. En la televisión peruana, condujo varios programas por cuenta propia o reemplazando al recordado Pablo de Madalengoitia y otras figuras de la época.
Tuvo a su cargo el programa Cincomanía, emitido diariamente a las siete de la noche, y concursos como «El juego de las letras», «La frase o refrán escondidos» y «El identikit».
En sus narraciones deportivas, era conocido por sus populares frases: «Aquí no pasa nada»; «El rincón de las ánimas», para referirse a los ángulos de la portería donde el arquero no puede llegar, y por sus populares referencias al balón como «la blanquinegra», «la redonda» o «la vedette».
Fue narrador principal del noticiero El panamericano, junto con Ernesto García Calderón, siendo la imagen de la noticia en la televisión peruana narrando los grandes sucesos del Perú y del mundo. La edición central del noticiero fue reemplazada el 14 de mayo de 1973 por el nuevo programa, 24 horas, con un nuevo equipo periodístico integrado por Ernesto García Calderón, Zenaida Solís y Pepe Ludmir, entre otros.
El 23 de mayo de 1997, Martínez Morosini se retiró de la cadena Panamericana Televisión como periodista, locutor y voz en off, también junto con Guido Lombardi. Luego, en octubre de 1997, ingresó a América Televisión, donde condujo el noticiero América noticias y su programa especial Elecciones municipales de Perú de 1998, que duró hasta agosto de 1999.
En 2001, entró a Red Global Televisión y estuvo a cargo de la gerencia de informaciones, donde condujo el director de noticias.
Fue ganador del premio Astro, en varias oportunidades, como mejor narrador de noticias del Perú.

## Trayectoria política

### Congresista de la república
En las elecciones generales de 2000, Martínez Morisini fue invitado por Rafael Rey para integrar la lista de candidatos al Congreso de la República por la Agrupación Independiente Avancemos en las  elecciones parlamentarias, dicha alianza estuvo encabezada por Federico Salas-Guevara como candidato presidencial. De esta manera, Martínez Morosini iniciaría su primera participación en el ámbito político y, finalmente, fue elegido como congresista de la república para el periodo parlamentario 2000-2005.
Durante su labor parlamentaria, integró la Junta Preparatoria en julio del mismo año junto con Martha Hildebrandt y Milagros Huamán Lu, al ser el congresista de mayor de edad. Fue muy cercano al régimen de Alberto Fujimori y favoreció en el Parlamento a las medidas presentadas por el Gobierno.
Tras la caída del Gobierno de Alberto Fujimori por su renuncia mediante un fax y la presidencia interina de Valentín Paniagua, su cargo parlamentario fue reducido hasta julio de 2001, cuando se convocaron a nuevas elecciones generales. Martínez Morosini luego se pasó al partido Somos Perú, de Alberto Andrade, y postuló nuevamente al Congreso de la República encabezando la lista por Arequipa. Sin embargo, no resultó reelegido y decidió alejarse del ámbito político.

## Fallecimiento
Humberto Martínez Morosini falleció el 23 de septiembre de 2015 a los 86 años, tras haber sido internado de emergencia en una clínica del distrito de Miraflores tras sufrir un derrame cerebral. Sus restos luego fueron velados en el Cementerio Jardines de la Paz del Distrito de La Molina y posteriormente cremado, sus cenizas fueron entregadas a su familia.

## Trabajos en televisión
- Cincomanía
- El panamericano
- 24 horas
- Panamericana deportiva
- Pulso
- Astro
- América noticias